# 江翠里
25°01′50″N 121°28′10″E / 25.0304169°N 121.4695414°E
江翠里為台灣新北市板橋區轄下之一里，面積約0.1423平方公里。其地舊名為港仔嘴，採雅麗語而又取其音似，乃改稱江仔翠，後再取二字為江翠。

## 公園
- 石雕公園，公園內有各式石雕、觀音雕像、假山造景、中國山水曲橋、兒童遊具、室外體健設施等。
- 農村公園，公園內打造了農村景色、三合院、迴廊、小橋、廣場、水池、戲台、體健設施等[3]。